# منتخب الصين لكرة اليد
منتخب الصين لكرة اليد هو الممثل الرسمي لدولة الصين في لعبة كرة اليد. وتديره رابطة كرة اليد الصينية ويشارك في المنافسات الدولية لكرة اليد.